# Nome in codice: Kommando Nuovi Diavoli
Nome in codice: Kommando Nuovi Diavoli (Codename: Kids Next Door) è una serie animata statunitense ideata da Tom Warburton.
La serie segue le avventure di un gruppo di bambini di quinta elementare che operano da una casa sull'albero high tech, combattendo la "tirannia" degli adulti e adolescenti con la tecnologia avanzata 2×4. Usando i loro nomi in codice (Numero 1, 2, 3, 4 e 5), insieme compongono il Settore V, parte di un'organizzazione globale chiamata Kommando Nuovi Diavoli.
La serie è stata trasmessa per la prima volta negli Stati Uniti su Cartoon Network dal 6 dicembre 2002 al 21 gennaio 2008, per un totale di 81 episodi ripartiti su sei stagioni. In Italia la serie è stata trasmessa su Cartoon Network dal 3 novembre 2003.

## Trama
La serie ruota attorno ad un gruppo di cinque bambini sui 10 anni che usano nomi in codice da 1 a 5. I bambini sono i principali operatori domestici di quello che è noto come Settore V, facente parte di un'organizzazione in stile spionaggio chiamata Kommando Nuovi Diavoli. La loro missione è combattere i crimini contro i bambini (come i compiti a casa e il filo interdentale), molti dei quali sono volontariamente commessi da adulti "malvagi", anziani, adolescenti e altri bambini. 
Dopo un periodo di formazione, ogni membro del Kommando Nuovi Diavoli sceglie un numero o un codice alfanumerico e viene inviato a un "settore" che funge da base di partenza. La sede del settore, come alcune delle basi e delle strutture dell'organizzazione, sono case sull'albero. La sede principale dell'organizzazione è una casa sull'albero nota come Base Lunare. I bambini seguono il loro giuramento di proteggere gli altri bambini e di combattere l'età adulta fino ai 13 anni quando vengono "dismessi", processo per il quale vengono cancellati i ricordi di qualsiasi attività passata nel Kommando Nuovi Diavoli. Tale pratica ha inevitabilmente portato alla creazione di molti cattivi che sono sfuggiti alla disattivazione.
Gli agenti dell'organizzazione utilizzano una vasta gamma di gadget meccanici, elettronici, armi e macchinari, denominati collettivamente come tecnologia "2x4".

## Episodi
| Stagione         | Episodi | Prima TV USA | Prima TV Italia |
| ---------------- | ------- | ------------ | --------------- |
| Prima stagione   | 13      | 2002-2003    | 2003-2004       |
| Seconda stagione | 13      | 2003-2004    | 2004            |
| Terza stagione   | 13      | 2004         | 2005-2006       |
| Quarta stagione  | 13      | 2004-2005    | 2006            |
| Quinta stagione  | 13      | 2005-2006    | 2007            |
| Sesta stagione   | 13      | 2006-2007    | 2008            |
| Speciali         | 3       | 2006-2008    | 2007-2009       |

## Personaggi e doppiatori

### Personaggi principali
- Numero 1 (in originale: Numbuh 1), voce originale di Benjamin Diskin, italiana di Marco Vivio.

Nigel Uno, leader della banda, principale ideatore dei piani d'attacco e delle operazioni. Vive con la madre e il padre, con il quale va controvoglia a pescare. Ha anche una fidanzata di nome Lizzie che non fa parte del KND, dalla quale sarà poi lasciato. Nel finale della serie, Operation: I.N.T.E.R.V.I.E.W.S., partirà per una colonia spaziale e lascerà il comando a Numero 5.
- Numero 2 (in originale: Numbuh 2), voce originale di Benjamin Diskin, italiana di Massimiliano Alto e Davide Lepore.

Hoagie P. Gilligan, Jr, il pilota del kommando e costruttore degli eccentrici macchinari della banda. Buffo e cicciotello, inciampa di continuo; vive con il fratello Thomas, la madre Betty e l'anziana nonna, che in una puntata si trasforma in una malvagia adolescente.
- Numero 3 (in originale: Numbuh 3), voce originale di Lauren Tom, italiana di Ilaria Latini.

Kuki Sanban, svampita e spensierata, non è dotata di una grande concentrazione ma è dotata di un fascino irresistibile. Dotata di un carattere molto femminile, adora tutti gli animali ma principalmente i criceti del loro rifugio. Vive con la madre Jenky, il padre Kani e la sorellina Mushi. La madre è il capo di Betty (madre del numero Due); Mushi e la sorella maggiore amano i pupazzi delle scimmie arcobaleno tanto da averne tantissime, vederne i film e andare ai parchi dedicati. Si pensa che Numero 3 sia invaghita di Numero 4, però non lo ha mai ammesso; nel finale della serie Operation: I.N.T.E.R.V.I.E.W.S. si scopre che i due da adulti si sono sposati.
- Numero 4 (in originale: Numbuh 4), voce originale di Dee Bradley Baker, italiana di Alessio De Filippis.

Wallabee Beatles, il Duro. Coraggiosissimo (quando non ha la tremarella). Il suo carattere irruento, impulsivo e un po' pieno di sé lo fanno apparire agli occhi dei nemici come il più stupido della squadra di N.1. In un'occasione riesce però da solo a fronteggiare e a tenere testa a tutti i nemici della serie, riunitisi occasionalmente al cinema per ordire un complotto ai danni del KND. N.4 si ritiene il migliore a pallaprigioniera (per poi scoprire che il fratello minore è molto più bravo). Vive con la madre Joey, e il padre Matt che invece è un asso a bowling e gli fa lucidare i suoi trofei. Numero 4 si comporta come se si fosse innamorato di Numero 3, ma senza mai dichiararsi. Numero 4 è il miglior amico di Numero 2 e passano molto tempo insieme. Nel finale della serie Operation: I.N.T.E.R.V.I.E.W.S., diventa marito di Numero 3.
- Numero 5 (in originale: Numbuh 5), voce originale di Cree Summer, italiana di Monica Bertolotti.

Abigail Lincoln, la tosta. La più atletica e determinata. Nonostante le apparenze è buona e generosa, patita di caramelle e gelati. È una cercatrice di caramelle, sempre alla ricerca di preziose caramelle (che per questi bambini valgono più dei preziosi). Tiene molto all'amicizia di Numero 1, e farebbe di tutto per mantenerla, anche sopportarne la fidanzata. Vive con la sorella adolescente Cree (con la quale è in guerra) e il padre, un medico, e la madre, di origine francese; ha anche un fratello adulto che ha due figli. Nel finale della serie diventa il leader del kommando quando Numero 1 partirà per una colonia spaziale; al termine della puntata la si vede in età adulta (e come il resto dei compagni interpretata da un attore in carne ed ossa) parlare al telefono, e la sua frase "Numero 1... ben tornato" conclude la serie.

### Personaggi ricorrenti
- Numero 86 (in originale: Numbuh 86), voce originale di Jennifer Hale, italiana di Domitilla D'Amico.
- Numero 362 (in originale: Numbuh 362), voce originale di Rachael MacFarlane.
- Numero T (in originale: Numbuh T), voce originale di Dee Bradley Baker, italiana di Leonardo Graziano.

## Curiosità
- In una puntata vengono mostrati gli alter ego dei ragazzi del kommando: il DNK, ovvero, il Distruttivo Nefasto Kommando.
- Nel primo film de Le tenebrose avventure di Billy e Mandy, Kuki Sanban (Alias Numero 3) fa da antagonista secondaria.

## Merchandising
Questa serie è stata fatta oggetto di un buon numero di iniziative collaterali, fra cui: giocattoli McDonald's, 2 videogiochi ("Operation: S.O.D.A.", per Game Boy Advance e "Operation: V.I.D.E.O.G.A.M.E." per GameCube, PlayStation 2, Xbox), alcuni DVD, libri, macchinine (create da Kellogg's sullo stile di NASCAR), cartoni del latte (in USA si decorano i cartoni del latte nelle maniere più diverse), fumetti (tra cui "Operation: T.R.I.K.E." e "Operation: S.O.D.A.")